# Jennifer Carpenter
Jennifer Leann Carpenter (n. 7 decembrie 1979, Kentucky, SUA) este o actriță americană, cunoscută pentru rolurile ei ca Emily Rose în The Exorcism of Emily Rose, ca Debra Morgan în Dexter și ca având rolul principal în filmul horror din 2008, Quarantine. Carpenter s-a născut în Louisville, Kentucky unde a studiat la Sacred Heart Academy.Ea s-a instruit la Walden Theatre Conservatory și mai târziu la Juilliard School din New York City.

## Filmografie
| Anul | Film                       | Rol                   | Note |
| ---- | -------------------------- | --------------------- | --- |
| 2001 | People Are Dead            | Angela's Friend #2    | |
| 2003 | Ash Tuesday                | Samantha              | aka Beyond the Ashes                                                                                      |
| 2004 | DEBS                       | Hysterical Student    | |
| 2004 | White Chicks               | Lisa                  | |
| 2005 | Last Days of America       | Friend in New York #2 | |
| 2005 | Lethal Eviction            | Sarah / Tessi / Beth  | |
| 2005 | The Exorcism of Emily Rose | Emily Rose            | Nominated - Saturn Award for Best Supporting Actress 2006 MTV Movie Award for Best Frightened Performance |
| 2006 | The Dog Problem            | Redheaded Waitress    | |
| 2008 | Battle in Seattle          | Sam                   | |
| 2008 | Quarantine                 | Angela Vidal          | aka Rec: The Quarantine                                                                                   |
| 2010 | Faster                     | Woman                 | |
| 2010 | The Hungry Rabbit Jumps    |                       | Post-Production                                                                                           |
| 2011 | The Factory                | Kelsey Walker         | completed                                                                                                 |

## Television
| Anul         | Film               | Rol                  | Note |
| ------------ | ------------------ | -------------------- | --- |
| 2004         | Queen B (TV pilot) | Kristen              | |
| 2006–present | Dexter             | Debra Morgan         | Saturn Award for Best Supporting Actress on Television (2009) Nominalizată — Saturn Award for Best Supporting Actress on Television (2007, 2008, 2010) Nominalizată — Screen Actors Guild Award for Outstanding Performance by an Ensemble in a Drama Series (2009, 2010) |
| 2009         | Dexter: Early Cuts | Debra Morgan (voice) | episode "Gene Marshall: Chapter Three"(voice) |